# Cruziohyla craspedopus
Espèce
Synonymes
- Phyllomedusa craspedopus Funkhouser, 1957

Statut de conservation UICN

 LC  : Préoccupation mineure
Cruziohyla craspedopus est une espèce d'amphibiens de la famille des Phyllomedusidae.

## Répartition
Cette espèce se rencontre au Brésil, en Colombie, en Équateur et au Pérou de 50 à 600 m d'altitude dans le bassin amazonien.
Sa présence est incertaine en Bolivie.

## Publication originale
- Funkhouser, 1957 : A review of the Neotropical tree frogs of the genus Phyllomedusa. Occasional Papers of the Natural History Museum of Stanford University, vol. 5, p. 1–90.